# Rybnicka Spółka Węglowa
Rybnicka Spółka Węglowa Spółka Akcyjna – jednoosobowa spółka Skarbu Państwa, skupiająca obiekty górnicze w ziemi rybnicko-wodzisławskiej, powstała w 1993 roku, zlikwidowana w 2003 roku. Siedziba spółki mieściła się przy ul. Jastrzębskiej 10 w Rybniku. Funkcję prezesa pełnił Mirosław Kugiel. 
Złoża w rejonie Rybnika i Wodzisławia Śląskiego są znane z wysokiej jakości, dlatego też 35 procent wydobytego węgla przez RSW było eksportowane.
Rybnicka Spółka Węglowa została zlikwidowana w 2003 roku, a kopalnie wchodzące w jej skład przejęła Kompania Węglowa.
Do RSW należały:
- Kopalnia Węgla Kamiennego 1 Maja w Wodzisławiu Śląskim
- Kopalnia Węgla Kamiennego Anna w Pszowie
- Kopalnia Węgla Kamiennego Chwałowice w Rybniku
- Kopalnia Węgla Kamiennego Jankowice w Jankowicach
- Kopalnia Węgla Kamiennego Marcel w Radlinie
- Kopalnia Węgla Kamiennego Rydułtowy w Rydułtowach
- Zakład Elektrociepłownie RSW S.A.
- Zakład Informatyki i Telekomunikacji
- Zakład Handlu Węglem